# 쇼윈도: 여왕의 집
《쇼윈도: 여왕의 집》은 2021년 11월 29일부터 2022년 1월 18일까지 방영된 채널 A 월화 드라마이다.

## 제작진

### 연출
- 강솔
- 박대희

### 극본
- 한보경
- 박혜영

## 등장인물

### 주요 인물
- 송윤아 : 한선주 (44세, 여) 역 - 사회복지재단 '혜솔' 이사장, 가정주부.

세계적 패션그룹 라헨의 장녀, 명섭의 아내.
- 이성재 : 신명섭 (45세, 남) 역 - 라헨그룹 전무, 선주의 남편.

직원들의 이름을 모두 외우는 젠틀한 상사이자 친구같은 아버지, 그리고 아내 밖에 모르는 사랑꾼 남편. 미라의 불륜상대.
- 전소민 : 윤미라 (30세, 여) 역 - 미술학원 강사, 명섭의 내연녀.

- 황찬성 : 한정원 (36세, 남) 역 - 라헨그룹 실장, 선주의 이복동생.

선주의 아버지가 첫 불륜 후 데려온 선주의 이복동생(3회 ~ )

### 선주의 사람들
- 김승수 : 차영훈 (44세, 남) 역 - 정신의학과 전문의, 선주의 친구.

의학계 노벨상으로 불리는 가드너 상을 받은 저명한 정신의학과 전문의. 자유로운 성격의 소유자. 대학 시절 선주의 가장 가까웠던 친구. (3회 ~ )
- 문희경 : 김강임 (66세, 여) 역 - 라헨그룹 회장, 선주의 어머니. 명섭의 장모. 태희와 태용의 외할머니.
- 신이준 : 신태희 (18세, 여) 역 - 고등학생, 선주의 딸.

전교 1등을 놓치는 적이 없는 모범생. 자기중심적 성향이 강하고 매사에 시크한 성격.
- 박상훈 : 신태용 (15세, 남) 역 - 중학생, 선주의 아들.

차가운 성격의 누나와 달리 밝고 긍정적인 막내아들. 또래들과 달리 엄마 선주에게 애교가 넘친다.

### 타운하우스 사람들
- 김해인 : 최은경 (39세, 여) 역 - 가정주부

벼락부자 집안의 외동딸로 허영심이 많은 성격, 도혁의 아내.
- 이선진 : 박예랑 (44세, 여) 역 - 가정주부

부유한 집안에서 남부러울 것 없이 살아온 여자
- 오승은 : 크리스티나 정 (45세, 여) 역 - 와인바 사장

스포츠카를 몰며 여러 남자와 쿨한 연애를 추구하는 자유로운 영혼
- 김영준 : 안도혁 (43세, 남) 역 - 서울중앙지검 부장검사, 은경의 남편.

권위적이고 보수적이며 상대방 위에 군림하려는 성격. 자기 뜻대로 되지 않으면 폭력을 행사하는 인간말종.
- 김정태 : 이준상 (46세, 남) 역 - JS 쥬얼리 대표, 예랑의 남편.

실력 없이 눈치와 아부로 험난한 사회에서 살아남은 인물

### 그 외 사람들
- 가영 : 한연주 (25세, 여) 역 (†) - 선주의 여동생

불륜으로 가정을 떠난 아버지로 인해 늘 가슴 한 켠에 늘 결핍이 있었다, 아버지와 같은 느낌의 학과 교수님과 사랑에 빠져 불륜을 저지르고, 결국 이루지 못할 사랑에 좌절해서 극단적 선택을 한다.
- 김병옥 : 강대욱 (51세, 남) 역 - 강력계 형사

선주의 집에서 일어난 상해 사건을 파헤치고 조사하는 강력계 형사
- 정세형 : 탱고 마스터 (45세, 남) 역 - 춤=인생을 담은 예술이라는 지론의 아티스트, 블랙홀 같은 매력을 가진 몸의 대화의 일인자.
- 정정아 : 미세스 정 (44세, 여) 역 - 퀸즈 클럽 회원, 돈으로 형성된 권력 계층의 계급의식이 강한 여자.
- 문서연 : 강비서 역 - ‘강 비서’ 역시 은밀한 내면을 가지고 있는 캐릭터로, 엎치락뒤치락하는 주인공들의 심리전에서 중요한 역할을 할 인물.
- 박정학 : 윤영국 역
- 미상 : 역할 대행 아르바이트생 역
- 이칸희 : 한정원의 친어머니 역
- 미상 : 형사들 역

## 수상 목록
- 2022년 제17회 서울 드라마 어워즈 연출상 (강솔 외 1명)
- 2022년 코리아드라마어워즈 여자 우수연기상 (전소민)

## 참고 사항
- 김정태, 김병옥은 영화 《해바라기》 이후 15년 만에 재회하여 캐스팅되었다.

## 같이 보기
- 대한민국의 텔레비전 드라마 목록 (ㅅ)
- 2021년 대한민국의 텔레비전 드라마 목록